# Slobodan Milošević
Slobodan Milošević (20 tháng 8 năm 1941 – 11 tháng 3 năm 2006) là một chính trị gia người Serb của Nam Tư. Ông là Tổng thống Serbia từ năm 1989 đến 1997, tiếp đến là Tổng thống Cộng hòa Liên bang Nam Tư (liên bang giữa Serbia và Montenegro) từ năm 1997 đến 2000. Tên Milošević ngheⓘ là tên tiếng Serb (Слободан Милошевић), theo phiên âm quốc tế IPA là [sloˈbodan miˈloʃevitɕ].
Sau Chiến tranh Kosovo năm 1999, ông bị khối quân sự NATO do Mỹ dẫn đầu lật đổ và là quốc trưởng đầu tiên mà đang còn nắm quyền bị buộc tội diệt chủng tại tòa án xử các tội phạm chiến tranh (Cáo trạng sau này thêm vào các tội phạm trong chiến tranh Nam Tư 1991–1995). Sau khi Milošević phải từ chức tổng thống Nam Tư vào ngày 5 tháng 10/2000 vì các cuộc biểu tình tập thể, ông bị thủ tướng Serbia Zoran Đinđić ra lệnh bắt vào năm 2001 và giao cho tòa án xử tội phạm chiến tranh Liên Hiệp quốc ở Den Haag. Vụ án bắt đầu năm 2002, tuy nhiên Milošević đã chết đột ngột trong nhà giam vào năm 2006. Tòa án tuyên bố ông Milošević, người bị bệnh tim và tăng huyết áp, đã chết vì đau tim. Tòa án cũng phủ nhận bất kỳ trách nhiệm nào về cái chết của Milošević và tuyên bố rằng ông đã từ chối không dùng thuốc theo quy định và tự mình dùng thuốc.

## Tiểu sử
Trong Nội chiến Nam Tư những năm 1991-1992, Milošević lúc đó là Tổng thống Serbia đã tham gia tích cực vào việc thảm sát nhiều thường dân ở Sarajevo và Sebrenica.
Ông cũng dẫn đầu đảng cầm quyền Xã hội Chủ nghĩa của Serbia.

### Mất quyền lực và bị dẫn độ
Milosevic bị thua trong cuộc bầu cử tổng thống vào tháng 10 năm 2000 trước đối thủ Vojislav Kostunica, ứng viên đối lập được phương Tây hậu thuẫn, nhưng chỉ chịu giao quyền khi dân chúng xuống đường biểu tình, được biết tới như là cuộc cách mạng xe ủi đất (bulldozer revolution). Năm 2001, sau khi thôi chức, ông bị cảnh sát bắt giam về tội danh "Lạm dụng quyền lực" và tham nhũng. Tuy nhiên, sự việc không dừng lại ở đó, ông còn bị thủ tướng Serbia Zoran Đinđić cho dẫn độ và đưa ra xét xử tại Tòa án quốc tế tội phạm chiến tranh ở Den Haag (La Hay), Hà Lan.
Việc dẫn độ này gây ra xáo trộn chính trị ở Nam Tư. Tổng thống Koštunica phủ nhận việc dẫn độ là bất hợp pháp và vi hiến, trong khi một đảng nhỏ trong liên minh chính phủ của thủ tướng Đinđić rời khỏi chính quyền để phản đối. Đinđić cho là sẽ có những hậu qura xấu cho Serbia, nếu chính phủ không chịu thỏa hiệp. Thêm vào đó, chính phủ lý luận là giao Milošević cho tòa án Den Haag không phải là cho dẫn độ vì đó là một cơ quan của Liên Hợp Quốc chứ không phải là một nước khác. Theo sau cuộc dẫn độ, Nam Tư nhận được khoảng 1 tỷ USD tiền trợ giúp tài chính.

### Vụ án tội ác chiến tranh
Slobodan Milosevic, Tổng thống Sebia từ năm 1989, bị chính quyền cách mạng kết tội đã phát động cuộc xâm lăng quân sự của Serbia và những chính sách thanh tẩy chủng tộc tàn nhẫn sau khi Nam Tư tan rã đầu thập niên 1990. Ông cũng bị cáo buộc về những tội ác tương tự sau khi ông trở thành Tổng thống phần lãnh thổ còn lại của Nam Tư gồm Serbia và Montenegro năm 1997.
Ông là một trong những nhân vật quan trọng trong Chiến tranh Nam Tư và là nguyên thủ quốc gia đầu tiên bị Tòa án quốc tế Den Haag truy tố vì tội diệt chủng và các tội ác chống lại loài người, cộng thêm tội ác chiến tranh ở Croatia, Bosna và Kosovo hồi những năm 1990. Ông cũng bị buộc tội có hành động diệt chủng trong cuộc chiến Bosna từ 1992–1995 làm 200 nghìn người thiệt mạng.
Khi bị trao trả để mang ra Tòa xét xử tội ác Quốc tế của Liên Hợp Quốc, ông tự cho mình là một sứ giả hoà bình ở vùng Balkan. Ông không chấp nhận phiên toà, phủ nhận 66 điểm buộc tội chống lại mình và từ chối trả lời các câu hỏi "có hay không có tội", cho là ông đã làm đúng theo hiến pháp để bảo vệ dân tộc ông và ông đổ cho phương tây đã gây nên nội chiến cho dân tộc ông, biên bản phiên toà ghi là ông "không nhận tội".
Phải tới năm 2015, 15 năm sau phiên tòa, tòa án quốc tế mới kết luận là không có chứng cứ để buộc tội ông, nhưng khi đó ông đã chết được 10 năm. Những lời buộc tội của phương Tây đối với ông là hoàn toàn bịa đặt, giống như cái cớ "Iraq tàng trữ vũ khí hủy diệt hàng loạt" mà Mỹ dùng để lật đổ Tổng thống Saddam Hussein. Nói cách khác, Milosevic đã bị giam và chết oan uổng trong một nhà tù của Liên Hợp Quốc.
Nhà báo độc lập người Pháp Dimitri De Koshko đang làm việc tại Nam Tư tại thời điểm bắt giữ ông Milosevic, đã theo dõi chặt chẽ các phiên tòa xử cựu lãnh đạo Nam Tư ở La Haye, tóm gọn kết quả như sau: “Ông Milosevic sau khi chết đã được tòa án tha bổng một cách rất lặng lẽ”
"10 năm trước, Milosevic bị buộc tội diệt chủng đối với người Albania. Ông đã bác bỏ cáo buộc này. Trong khi theo tòa án, 250.000 người Albania đã thiệt mạng ở Kosovo. Và đặc vụ Cục Điều tra Liên bang Mỹ (FBI), cũng như đặc vụ từ các nước khác, mà họ gọi là “các nền dân chủ phương Tây”, tới Kosovo để điều tra. Những người này không tìm thấy dấu vết của bất kỳ ngôi mộ tập thể nào ở đó. Nhưng họ lại tìm thấy hài cốt của người Serb và Roma bị tra tấn, giết hại bởi cái gọi là “Quân đội Giải phóng Kosovo” – lực lượng đang được NATO hậu thuẫn vào thời điểm đó. Nhưng truyền thông phương Tây đã không nói bất cứ điều gì về những tội ác trắng trợn ở Nam Tư. Họ cũng bỏ qua thực tế rằng, người Serbia đã bị trục xuất khỏi Krajina (Croatia) một cách tàn bạo. Họ cũng đã im lặng về Iraq và sau đó là Libya”
Hồi ông Milosevic còn nắm quyền, hầu như toàn bộ hệ thống tuyên truyền của phương Tây đều mô tả ông là người xấu xa đủ kiểu, gọi ông là “đồ tể vùng Balkans”, là con quỷ khát máu, là hậu duệ Hitler... Nhưng nay thì hệ thống tuyên truyền đó ỉm đi, không một lời bình luận về kết luận của tòa án. Còn "tòa án quốc tế” thậm chí còn chẳng ra một thông cáo báo chí để rửa sạch tội cho Milosevic. Ông Milosevic, cũng như Saddam Hussein (Iraq) hay Muammar Gaddafi (Libya) đều có chung số phận là bị “dân chủ phương Tây” hạ sát và bị gán cho những tội danh mà họ không gây ra, và đất nước mà họ lãnh đạo cũng tan vỡ sau cái chết của họ. Những hung thủ (nguyên thủ các nước phương Tây) thì không phải chịu hậu quả nào, thậm chí cũng không cần xin lỗi, bởi vì thế giới không có một tòa án nào có thể xét xử họ cả. ..

### Cái chết
Sau 5 năm ở tù và vài tháng trước khi kết thúc phiên tòa của ông, ngày 11 tháng 3 năm 2006, người ta đã phát hiện ông đã chết ngay trên giường trong xà lim. Ông Miloševic bị bệnh tim và cao huyết áp nhưng tòa án Den Haag không cho phép ông sang Nga chữa bệnh mặc dù Chính phủ Nga đã cam kết bảo đảm an toàn cho ông Milosevic và ông sẽ phải trở lại tòa sau khi điều trị. Ông đã chết trong tù, theo luật sư của ông là Ždenko Tomanović cho biết, trước khi chết một ngày, Milošević đã bày tỏ lo ngại bị đầu độc. Nguyên nhân cái chết của ông Miloševic đã được các bác sĩ đầu ngành mổ khám nghiệm của: Nga, Serbia và Hà Lan thống nhất và kết luận: là do bệnh tim. Tuy nhiên, theo nhà báo Koshko, ông Milosevic đã chết trong hoàn cảnh rất lạ.
“Người ta đã đưa cho ông Milosevic một loại thuốc vô hiệu hóa tác dụng thuốc chống cao huyết áp mà nhà lãnh đạo Serbia đang sử dụng. Điều này là vô lý, nhưng Chính phủ Hà Lan từ chối chia sẻ chi tiết về việc điều trị cho ông. Theo các dữ liệu sẵn có qua Wikileaks, các thẩm phán đã thảo luận chi tiết về việc điều trị cho ông Milosevic với các nhân viên của Đại sứ quán Mỹ tại Hà Lan. Đây là một vi phạm trực tiếp đối với bảo mật y tế. Tiết lộ của Wikileaks cho thấy, hóa ra ông Milosevic không biết về những loại thuốc mà ông đang sử dụng trong tù. Tất cả điều này đã đủ để nghi ngờ cái chết của ông không bình thường như người ta công bố”.
Khi ông Milošević chết, tòa án Quốc tế La Hay dừng vĩnh viễn vụ xét xử ông.
Xung quanh cái chết của ông, một số người Serbia coi ông như người anh hùng dân tộc, muốn xác ông chôn tại quê hương ông cùng với những người anh hùng đã ngã xuống vì dân tộc, còn những người Bosna không muốn ông chết mà muốn chứng kiến ông bị kết tội và ngồi tù chung thân.
Cái chết của ông Milosevic cũng là lối thoát cho chính ông, nhờ đó ông khỏi trở thành nhà lãnh đạo phương Tây đầu tiên bị kết án vì những hành động vào thời của mình. Chánh án ICTY Carla de Ponte đã thừa nhận: Milosevic đã "ném cho chúng tôi thách thức cuối cùng..." và "đến khi chết, về mặt luật pháp ông ta vô tội".
Trong cuộc phỏng vấn cuối cùng trước khi chết trong nhà tù của "Toà án quốc tế" ICTY (11/3/2006), ông nói:
| “ | "HỠI NHỮNG NGƯỜI NGA! Tôi đang kêu gọi đến tất cả người Nga, cư dân Ukraina và Belarus ở Balkan cũng coi là người Nga. Hãy nhìn chúng tôi và nhớ - chúng sẽ làm điều tương tự với các bạn, khi bị chia rẽ chúng ta sẽ yếu đuối. Phương Tây, con chó điên này, sẽ chộp lấy cổ họng các bạn... Hỡi những người anh em, hãy nhớ lấy số phận Nam Tư! Đừng để nó cũng xảy ra với mình... | ” |